# Mariä Wiegenlied
Mariä Wiegenlied è un tradizionale canto natalizio composto da Max Reger (musica) e Martin Boelitz (testo) e  pubblicato nel 1912.

## Storia
La melodia del brano, composta da Max Reger, venne pubblicata per la prima volta nella raccolta Schlichte Weisen, op. 76, costituita da sei quaderni e che conteneva 60 brani per voce, piano e organo.

## Testo
Il testo, che si compone di tre strofe, descrive la Vergine Maria mentre culla il Bambin Gesù. Il testo recita:
Maria sitzt im Rosenhag 

und wiegt ihr Jesuskind,

durch die Blätter leise 

weht der warme Sommerwind.

Zu ihren Füßen singt 

ein buntes Vögelein:

Schlaf, Kindlein, süße, 

schlaf nun ein!

Hold ist dein Lächeln, 

holder deines Schlummers Lust,

leg dein müdes Köpfchen 

fest an deiner Mutter Brust!

Schlaf, Kindlein, süße, 

schlaf nun ein!

## Adattamenti in altre lingue
- Il brano è stato adattato nel 1917 in lingua inglese da Edward Teschemacher con il titolo The Virgin's Slumber Song[7][8]
- Il brano è stato adattato in lingua svedese da Evelyn Lindström con il titolo Marias vaggsång[5]

## Versioni discografiche
Il brano è stato inciso, tra gli altri, da: Erna Berger, Malena Ernman (versione in lingua svedese) Mario Lanza (versione in lingua inglese, 1951), Anne Sofie von Otter (1999), ecc.